# Bogusław Leszczyński
Boguslaw Leszczyński, conte de Leszno (1614–1659) și membru al familiei Leszczyński, a fost un nobil polonez (szlachta) și politician al Poloniei Mari.

## Biografie
Bogusław Leszczyński a călătorit în străinătate între 1632 și 1636 împreună cu profesorul său Jan Jonston și a studiat sub Comenius, care a rămas în Leszno mulți ani, bucurându-se de protecția și sprijinul familiei Leszczyński. Datorită cunoștințelor sale, gimnaziul din Leszno a devenit un renumit centru de gândire umanistă, unde tineri protestanți din diverse țări, inclusiv Republica Cehă, au venit să studieze.
Bogusław a deținut următoarele funcții oficiale:
- Staroste General al Poloniei Mari în 1642
- Marele Trezorier al Coroanei 1650–1658[7]
- Cancelar adjunct al Coroanei[n 3] în 1658–1660
- Staroste din Bydgoszcz, Sambor, Międzyrzecz, Ostrów, Człuchów și Osiek.

Era fiul lui Rafał Leszczyński, contele de Leszno, și al Annei Radzimińska. După moartea tatălui său în 1636, el a moștenit Leszno, Radzymin și o parte din Varșovia Praga. Bogusław s-a căsătorit de două ori:
- În 1629, cu contesa Anna Doenhoff, dintr-o familie nobiliară de Pomerania.
- În 1658, cu fiica Mareșalului Prinț Aleksander Ludwik Radziwiłł[n 5], Prințesa Joanna Katarzyna Radziwiłł.

Deși a fost convertit la catolicism în 1642, Bogusław Leszczyński, un fost husit ceh, a continuat întotdeauna să-i sprijine pe protestanți. A fost un deputat frecvent și vorbitor cunoscut în Seim, camera inferioară a parlamentului polonez. A fost un rival politic al lui Krzysztof Opaliński. În plus, el s-a opus adesea planurilor regelui Vladislav al IV-lea Vasa.
În timpul invaziei suedeze din 1655 ("Potopul") a fost angajat de Seim pentru a apăra provincia Poloniei Mari, dar Bogusław a început să negocieze cu suedezii și cu electorul prusac.
Deși considerat un mare orator, el a fost și criticat de mulți pentru comportamentul său egoist și dezonorant. El a fost chiar suspectat de delapidare de bani și bijuterii regale.
Activitățile sale de delapidare și corupție au devenit istorice. Opinia pe care a avut-o în rândul contemporanilor săi este atestată de o sentință atribuită lui Leszczyński, care, pentru a obține un vot de aprobare de la Sejm, a trebuit să mituiască pe toți deputații camerei, iar când a auzit obiecția celui Sejm. dintre ei a întrebat: "Și cine este cel la care nu i-am dat?".
După moartea sa în 1659, deputați ai Sejmului au fost numiți în 1662 pentru a avea grijă de beneficiarii săi.
Bogusław a ocupat următoarele funcții la Varșovia:
- Mareșalul Seimului Ordinar[n 7] 20 iulie – 4 octombrie 1641,
- Sejm konwokacyjny[n 8] 16 iulie – 1 august 1648
- Membru al Seimului ordinar din 22 noiembrie 1649 – 13 ianuarie 1650

Nepotul lui Bogusław, Stanisław Leszczyński, a fost rege al Uniunii statale polono-lituaniene și socrul lui Ludovic al XV-lea al Franței.